# 요실금
요실금(尿失禁, urinary incontinence, UI)은 소변을 가리는 능력을 잃어 의지에 관계없이 소변이 나오는 질병이다. 여성에 많은 것으로 알려져있다.

## 개요
요실금이란 본인의 의지와 관계없이 자신도 모르게 소변이 유출되어 속옷을 적시게 되는 현상으로 사회적 또는 위생적으로 문제를 일으킬 수 있다.
요실금은 남성보다 여성에서 발생 빈도가 높으며 우리나라 여성의 40%가 요실금을 경험한다. 요실금은 모든 연령에서 발생할 수 있으나 연령이 증가할수록 빈도가 증가한다.
요실금은 비뇨기계에서 매우 흔한 질환으로 남성과 여성 모두에서 발생이 가능하지만 여성에서 더 흔하게 발생된다. 요실금의 원인은 방광과 요도괄약근(尿道括約筋, 수축과 이완으로 생체 기관의 열고 닫힘을 조절하는 고리 모양의 근육)의 기능적 이상에 의해 나타날 수 있다.

## 같이 보기
- 기저귀
- 변실금